# 多災多難
《多災多難》（IPA讀音：/ˈazab ˈdan seŋˈsara/）是一部由麥拉里·西里格爾創作的小說，在1920年由當時荷屬東印度主要的出版社圖書編譯局出版。故事講述阿米努丁和瑪麗亞敏這對戀人不但無法共諧連理，最後還落得慘淡的下場。印度尼西亞（印尼）教科書認為這部小說是印尼第一部小說，不過文學評論家A·德歐認為這部作品沒有全面描述包辦婚姻和習慣法的弊處，所以不贊同這個觀點。

## 寫作過程
麥拉里·西里格爾創作《多災多難》的用意是「展示我們（巴塔克）民族（特別是夫妻）之間的陳規陋習」。故事按照真人真事改編，不過為了清晰表達故事的內容，作者曾經進行過一些改動。這部小說可能是按照圖書編譯局的編採政策進行編寫和改寫的。

## 故事大綱
阿米努丁（Aminuddin）和自己家道中落的表親瑪麗亞敏（Mariamin）本來就是一對青梅竹馬，他們約定好在阿米努丁找到工作之後訂婚。阿米努丁到棉蘭求職，找到工作以後他給自己的父母、瑪麗亞敏和瑪麗亞敏的父母發了三封信，表達自己跟瑪麗亞敏結婚的意願。瑪麗亞敏很興奮，兩人的母親也同意他們結婚，不過阿米努丁的父親，身為西必洛（今屬北蘇門答臘省南打板努里縣）鄉紳的巴金達·迪阿達斯不同意這門婚事，因為他希望阿米努丁迎娶一位門當戶對的妻子。
巴金達·迪阿達斯串通了一位老君（巫醫），叫他跟自己的妻子說阿米努丁迎娶瑪麗亞敏之後會遭逢不幸，結果成功說服妻子不要准許阿米努丁成婚。然後他們挑選了另一個來自西里格爾家族的富家女嫁給阿米努丁。巴金達·迪阿達斯把她送到棉蘭出嫁，令阿米努丁感到非常失望。迫於習慣法，阿米努丁只好迎娶這位富家女，還告訴瑪麗亞敏他們再也不可以在一起，令瑪麗亞敏傷心欲絕。
一年後瑪麗亞敏跟來自棉蘭的失婚男子卡西本（Kasibun）訂婚，來到棉蘭以後卻發現原來卡西本患有性病。起初瑪麗亞敏嘗試避免卡西本的進犯，結果不但不成功，她自己更遭到卡西本的虐待。一天阿米努丁探訪瑪麗亞敏，令卡西本懷恨在心，結果卡西本以變本加厲的方式虐待瑪麗亞敏。後來瑪麗亞敏聽從阿米努丁的建議，向警方告發卡西本，警方也准許他們離婚。最後瑪麗亞敏獨自一個人回到西必洛，鬱鬱而終。

## 風格
作者經常在故事中加插內容包括：一、和故事內容無關的說明——這些說明向讀者指出巴塔克文化的問題，二、以板頓和沙依爾的格式創作的傳統詩歌。

## 題材
《多災多難》講述的題材是包辦婚姻，以及包辦婚姻和家族顏面的關係。這在印尼並不是新穎的小說題材，此前出版的通俗馬來文小說和巽他文小說也選用過這種題材。這部小說的主旨很明顯，就是教導讀者包辦婚姻會帶來哪些惡劣的後果。
文學評論家穆罕默德·巴爾法斯指出《多災多難》欠缺衝突，還認為故事的人物過於軟弱，掙脫不了習慣法的約束，也沒有反抗這個制度。故事雖然注重提到愛情在一段婚姻中至關重要，不過故事中描述的「理想妻子」仍然是順從丈夫、忠於丈夫的婦女。
《多災多難》的故事內容深受巴塔克族文化的影響，比如阿米努丁和表親瑪麗亞敏的愛情關係在巴塔克族人看來是可以接受的，因為這並沒有違反「同姓不婚」的禁令。巴金達·迪阿達斯不接受地位較低的女子當媳婦的看法，以及阿米努丁接受父親決定的行為也是巴塔克族文化的體現。其他見於故事內容的巴塔克族文化習俗還包括登門約會（martandang），對老君法力的信仰，以及父系繼承制度。

## 評價
印尼很多教科書都認為《多災多難》是印尼第一部現代小說，因為這部小說和以前出版的小說不一樣，是以正規印尼文撰寫的作品。不過，研究印尼文學的荷蘭文學評論家A·德歐和作家A·H·約翰斯（A. H. Johns）認為《西蒂·努爾巴雅》才是第一部真正意義上的印尼小說，其中德歐認為這部小說對包辦婚姻和習慣法的描寫沒有《西蒂·努爾巴雅》那麼全面。
圖書編譯局認為《多災多難》是優秀的文學作品，並於2009年重印包括這部小說在內的8部現代印尼文學作品。

## 備註
1. ↑  原文：「... menunjukkan adat dan kebiasaan yang kurang baik dan sempurna di tengah-tengah bangsaku, lebih-lebih di antara orang berlaki-laki.」
2. ↑  年輕男子由父母陪同，拜訪年輕女性，這樣做的目的通常是增進年輕男女之間的感情。

## 腳註
1. 1 2  Badan Bahasa, Merari Siregar.
2. 1 2  Balfas 1976，第53頁.
3. 1 2 3  Balfas 1976，第52頁.
4. ↑  Siregar 1981，第154頁.
5. ↑  Taib 1986，第57頁.
6. 1 2  Mahayana, Sofyan & Dian 2007，第4–5頁.
7. ↑  Fitra 2008，第22–24頁.
8. ↑  Mahayana, Sofyan & Dian 2007，第7–8頁.
9. ↑  Veda 2009.